# فرودگاه شهرستان کمبریج (مینه‌سوتا)
فرودگاه شهرستان کمبریج (مینه‌سوتا) (به انگلیسی: Cambridge Municipal Airport (Minnesota)) یک فرودگاه همگانی بهره‌برداری هوایی است که یک باند فرود آسفالت دارد و طول باند آن ۱۲۱۹ متر است. این فرودگاه در شهر کمبریج، مینه‌سوتا کشور ایالات متحده آمریکا قرار دارد و در ارتفاع ۲۸۸ متری از سطح دریا واقع شده‌است.